# Robert D. Lamberton
Robert Drummond Lamberton (* 26. Mai 1943 in Providence, Rhode Island, USA) ist ein US-amerikanischer Klassischer Philologe und Professor Emeritus für Klassische Philologie an der Washington University in St. Louis.
Lamberton erwarb 1964 an der Harvard University einen Bachelor of Arts in Romanistik, 1970 einen Master und 1979 einen Ph.D. in Vergleichender Literaturwissenschaft an der Yale University. Anschließend hatte er Stellen an der Columbia University, der Princeton University und der Cornell University inne.
Lamberton arbeitet vor allem zum griechischen Epos (Homer und Hesiod) und zur Geschichte seiner allegorischen Interpretation vor allem im Neuplatonismus, zur antiken literarischen Hermeneutik und zur Spätantike, hat aber 1973 auch den experimentellen Roman Thomas l’obscure von Maurice Blanchot ins Amerikanische übersetzt.
Lamberton ist Associate Editor für den Bereich Rezeption des ausschließlich elektronisch erscheinenden Rezensionsorgans der Klassischen Altertumswissenschaften Bryn Mawr Classical Review.

## Schriften (Auswahl)
- Plutarch. New Haven: Yale University Press 2001, ISBN 0-300-08810-8
- (Hrsg., mit John J. Keaney): Homer’s ancient readers. The hermeneutics of Greek epic’s earliest exegetes. Princeton, N.J.: Princeton University Press 1992, ISBN 0-691-06934-4
- Homer in Antiquity, in: Ian Morris u. Barry Powell (Hrsg.), A new companion to Homer, Leiden 1997, S. 33–54, ISBN 90-04-09989-1
- Hesiod, New Haven: Yale University Press 1988, ISBN 0-300-04068-7
- Homer the Theologian. Neoplatonist Allegorical Reading and the Growth of the Epic Tradition, Berkeley 1986, ISBN 0-520-05437-7